# Rosbruck
Rosbruck (deutsch Rossbrücken) ist eine französische Gemeinde mit 730 Einwohnern (Stand 1. Januar 2022) im Département Moselle in der Region Grand Est (bis 2016 Lothringen). Sie gehört zum Arrondissement Forbach-Boulay-Moselle und zum Kommunalverband Forbach Porte de France.

## Geografie
Rosbruck liegt etwa fünf Kilometer südwestlich von Forbach und 15 Kilometer südwestlich von Saarbrücken auf einer Höhe von 240 m über dem Meer am Südostrand des Warndt und unmittelbar an der Grenze zum deutschen Saarland. Die Rossel, ein Nebenfluss der Saar, fließt östlich des Ortskerns nach Norden. Östlich der Rossel erheben sich bewaldete Hügel (Rothe Busch) bis auf Höhen von knapp über 300 m über dem Meer, im Norden begrenzt ein kleiner Bach vor dem Gaensbacherwald das Gemeindegebiet, das im Süden fast nahtlos in die Bergarbeitersiedlung Cité Belle Roche (zur Gemeinde Cocheren gehörig) übergeht.
Das Gebiet der Gemeinde Rosbruck – mit 1410 ha das kleinste im Département Moselle – ist durch eine dichte Bebauung und große Verkehrsflächen (Autobahn, Gleisanlagen) geprägt, Acker- und Wiesland gibt es in der Gemeinde nicht. Am Rosselufer haben sich Auwaldreste erhalten.
Nachbargemeinden von Rosbruck sind Morsbach im Norden, Folkling  im Osten (Berührungspunkt), Cocheren im Süden sowie Großrosseln (Deutschland) im Westen.

## Geschichte
Der Ort lag an der Römerstraße von Divodurum (Metz) nach (Civitas) Vangionum (Worms). Die Straße überquerte hier den Fluss Rossel. Eine erste Steinbrücke gab dem Ort seinen Namen, sie ist auch das Hauptelement im Wappen der Gemeinde. In einer luxemburgischen Urkunde aus dem Jahr 1300 wurde Rossbrücken erstmals namentlich erwähnt. Rossbrücken kam 1365 mit 24 anderen Dörfern in den Besitz der Bischöfe von Metz, später gehörte der Ort zum Herzogtum Lothringen.
Rosbruck war für lange Zeit ein Bauerndorf im deutsch-französischen Grenzgebiet, das von Land- und Forstwirtschaft sowie von den zahlreichen Mühlen an der Rossel lebte. Mitte des 19. Jahrhunderts setzte in der näheren Umgebung der Steinkohlenbergbau in großem Stil ein (bis 1867 entstanden sieben Schächte) und viele Rosbrucker fanden Arbeit in den Zechen von Béning, Morsbach, Petite-Rosselle oder in Großrosseln auf deutscher Seite.
Die Kohleförderung erreichte in der Mitte des 20. Jahrhunderts ihren Höhepunkt, ab 1959 setzte ein zunächst langsamer Niedergang ein. Die Ölkrisen in den 1970er Jahren brachten noch einmal eine Renaissance der Kohle. 1984 läutete der Vertrag „Pacte Charbonnier National“ das Ende der Steinkohleförderung ein. Die Grube Wendel schloss 1989, die Grube Marienau 1996 und die Zeche Simon 1997. Das Abbaugebiet in Merlebach wurde 2003 geschlossen und mit der Grube La Houve schloss 2004 das letzte französische Steinkohlebergwerk.
Im Saarvertrag wurde festgelegt, dass die lothringischen Gruben im Warndt auch die Kohle unter deutschem Gebiet abbauen konnten. So wurde auch unter Rosbruck und dem deutschen Nachbarort Naßweiler Kohle gefördert. Die ausgekohlten Schächte wurden zum Teil mit Kies aufgefüllt, teilweise liefen sie voll Wasser. In Naßweiler und Rosbruck sind die Folgen durch Bergsenkungsschäden bis heute verheerend. Allein in Rosbruck sind 70 Gebäude durch Grubenschäden eingestürzt oder irreparabel beschädigt.
Zwischen dem Nachbar- und Partnerort Naßweiler (seit 1992) auf saarländischer Seite und Rosbruck wird seit Beginn des 21. Jahrhunderts die Entwicklung eines gemeinsamen Wohngebiets entlang des Grenzstreifens diskutiert. Bei diesem Vorhaben handelt es sich um die Erweiterung bereits bestehender Wohngebiete um jeweils ein Quartier auf deutscher und französischer Seite, nicht zuletzt, um die Abwanderung beiderseits der Grenze aufzuhalten, die der Niedergang der Kohleförderung und die entstandenen Baulücken durch Grubenschäden mit sich brachte.
sowie die Schaffung eines verbindenden Elements.

### Wappen
Das redende Wappen der Gemeinde zeigt die namengebende alte Brücke über die Rossel; das Geweih mit Kreuz symbolisiert den Heiligen Hubertus, den Schutzpatron der Kirche.

### Bevölkerungsentwicklung
Aufstieg und Niedergang der Steinkohleförderung im saarländisch-lothringischen Revier ist auch an den Einwohnerzahlen kleinerer Gemeinden wie Rosbruck ablesbar. So stieg die Bevölkerungszahl von 1806 bis 1861 von 484 auf 722; seit den 1990er Jahren verringert sich die Einwohnerzahl wieder merklich. Eine ähnliche Entwicklung ist im saarländischen Nachbarort Naßweiler zu beobachten.
| Jahr      | 1962 | 1968 | 1975 | 1982 | 1990 | 1999 | 2006 | 2013 | 2022 |
| Einwohner | 1007 | 1011 | 1019 | 1016 | 1014 | 912  | 789  | 771  | 730  |

Im Jahr 1975 wurde mit 1019 Bewohnern die bisher höchste Einwohnerzahl ermittelt. Die Zahlen basieren auf den Daten von cassini.ehess und INSEE.

## Sehenswürdigkeiten
- neue Kirche St. Hubertus (Église Saint-Hubert) aus dem Jahr 1960
- erhaltener Glockenturm der alten Kirche St. Hubertus

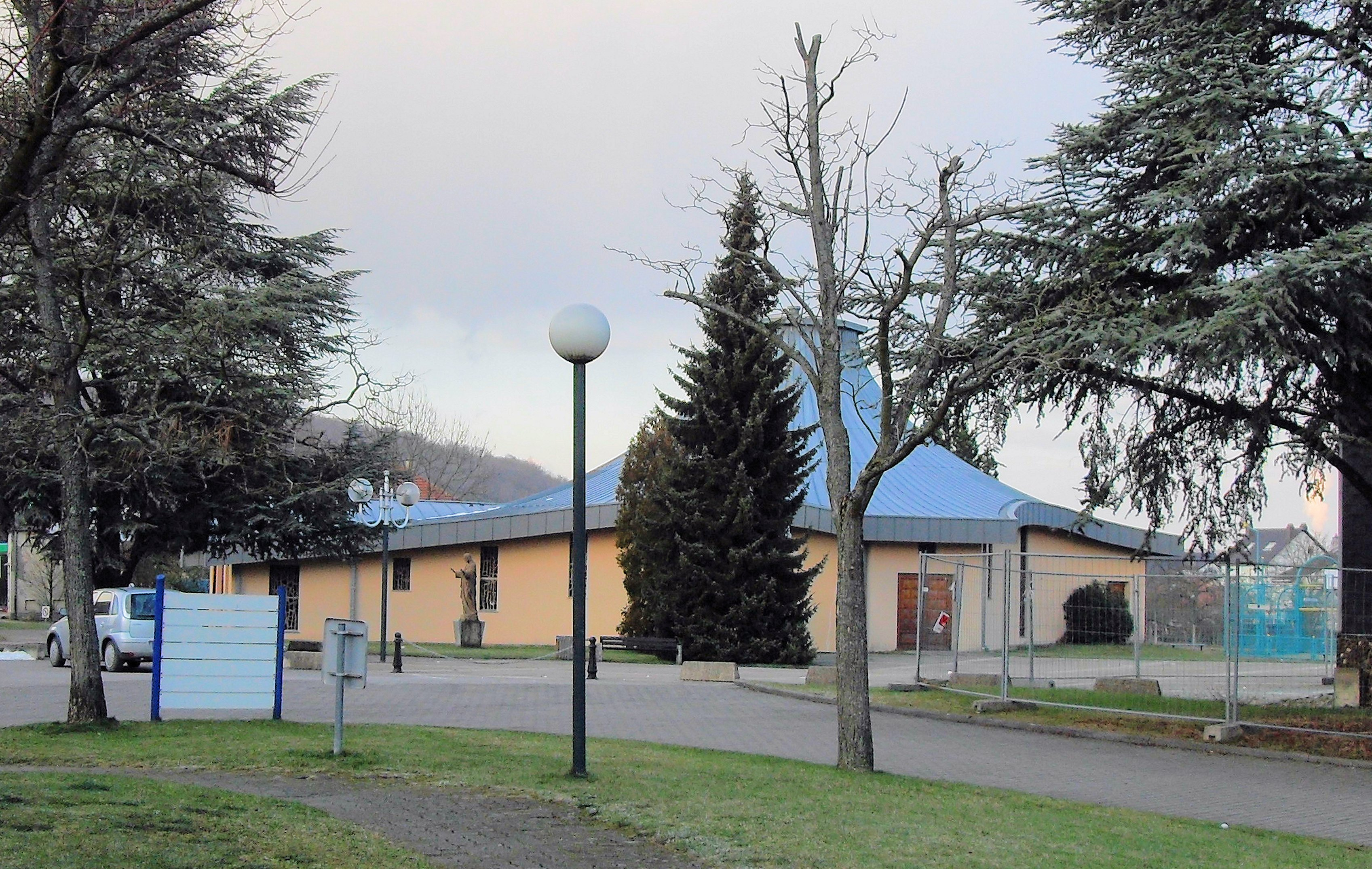
Kirche St. Hubertus
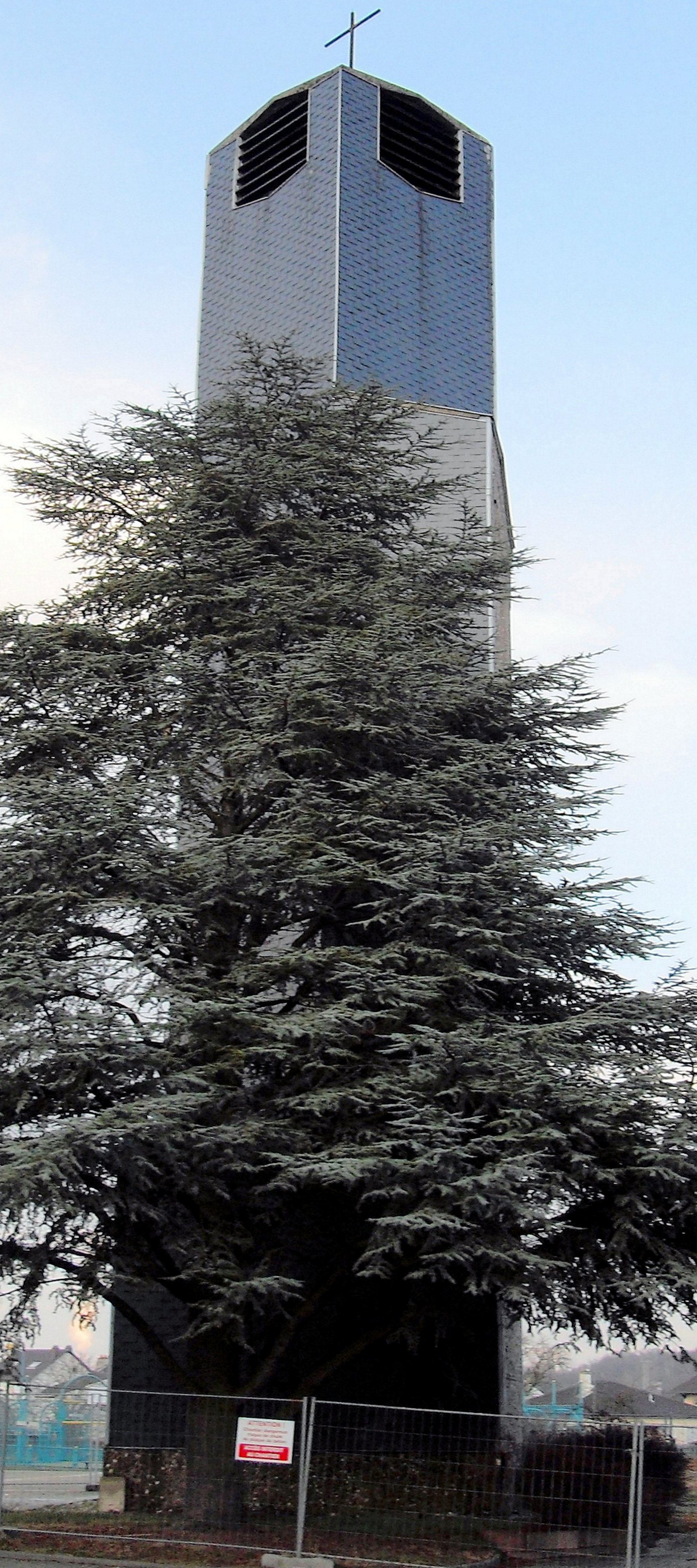
Glockenturm der alten Kirche St. Hubertus
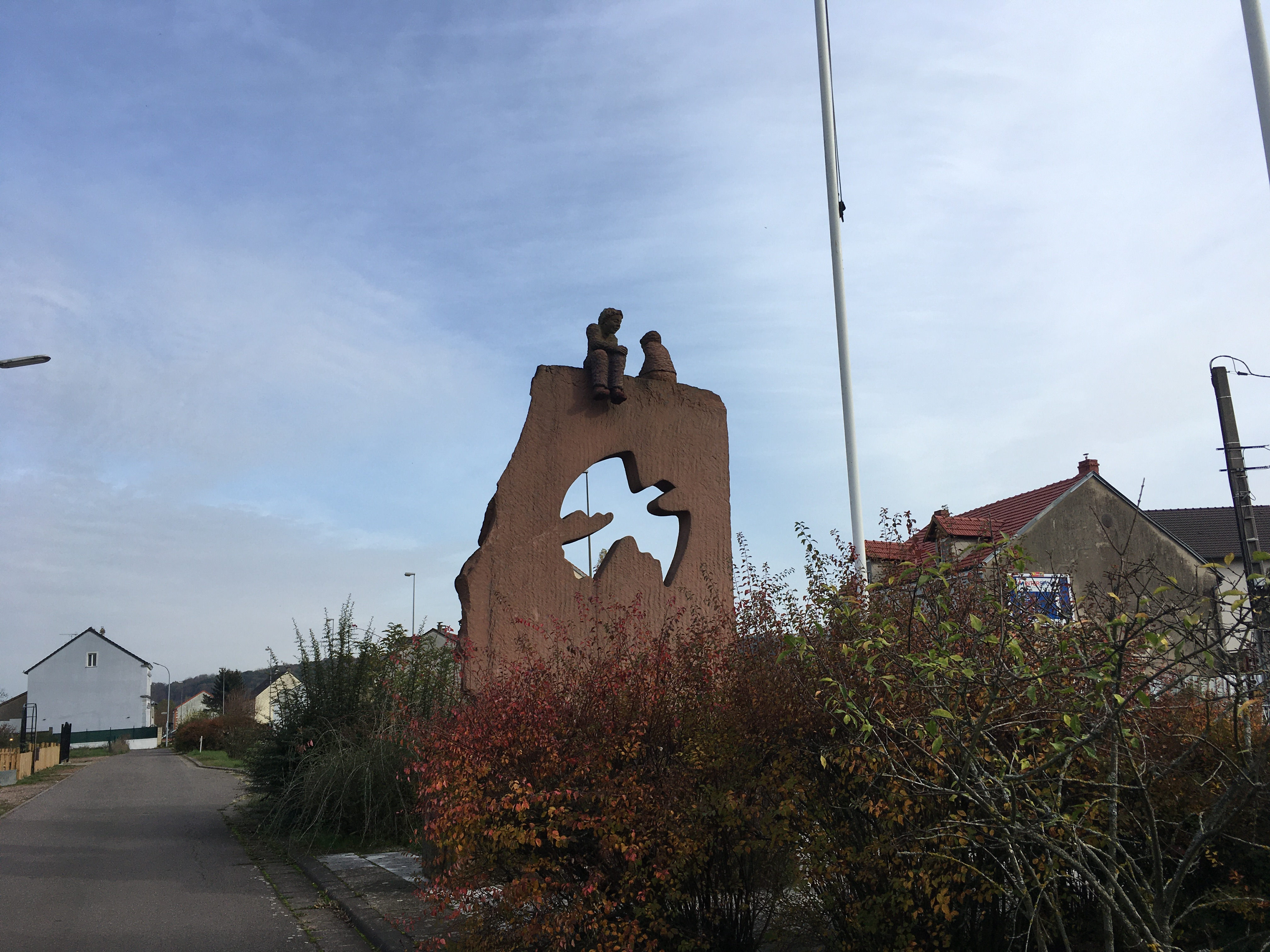
Partnerschaftsdenkmal Rosbruck-Naßweiler

## Wirtschaft und Infrastruktur
Die Landwirtschaft spielt seit jeher keine Rolle in Rosbruck. Im Ort gibt es eine Reihe kleiner Handwerks- und Dienstleistungsbetriebe. Auch nach dem Ende der Kohleförderung im Norden Lothringens pendeln viele Bewohner in die umliegenden Industrie- und Gewerbegebiete in Forbach und Carling sowie in die deutschen Industriestandorte Saarbrücken und Völklingen. 
Durch Rosbruck führt die vielbefahrene Fernstraße D 603 (ehemalige RN3) von Metz nach Saarbrücken. Parallel dazu verläuft östlich die Autoroute A320 von Freyming-Merlebach zum Grenzübergang Goldene Bremm, die die französische A 4 mit der deutschen Bundesautobahn 6 verbindet. Weitere Straßen verbinden Rosbruck mit Naßweiler und Emmersweiler in Deutschland.

## Belege
1. ↑  Steinkohleförderung in Lothringen auf geo.uni.lu (deutsch) (Memento vom 10. Mai 2010 im Internet Archive)
2. ↑  ohne Grenzen auf igab-saar.de (deutsch)
3. ↑  Grenzüberschreitende Projekte auf www.warndt.eu (französisch) (Memento vom 28. September 2013 im Internet Archive) (PDF; 831 kB)
4. ↑  Wappenbeschreibung auf genealogie-lorraine.fr (französisch)
5. ↑  Rosbruck auf cassini.ehess
6. ↑  Rosbruck auf INSEE